# Henry G. Sanders

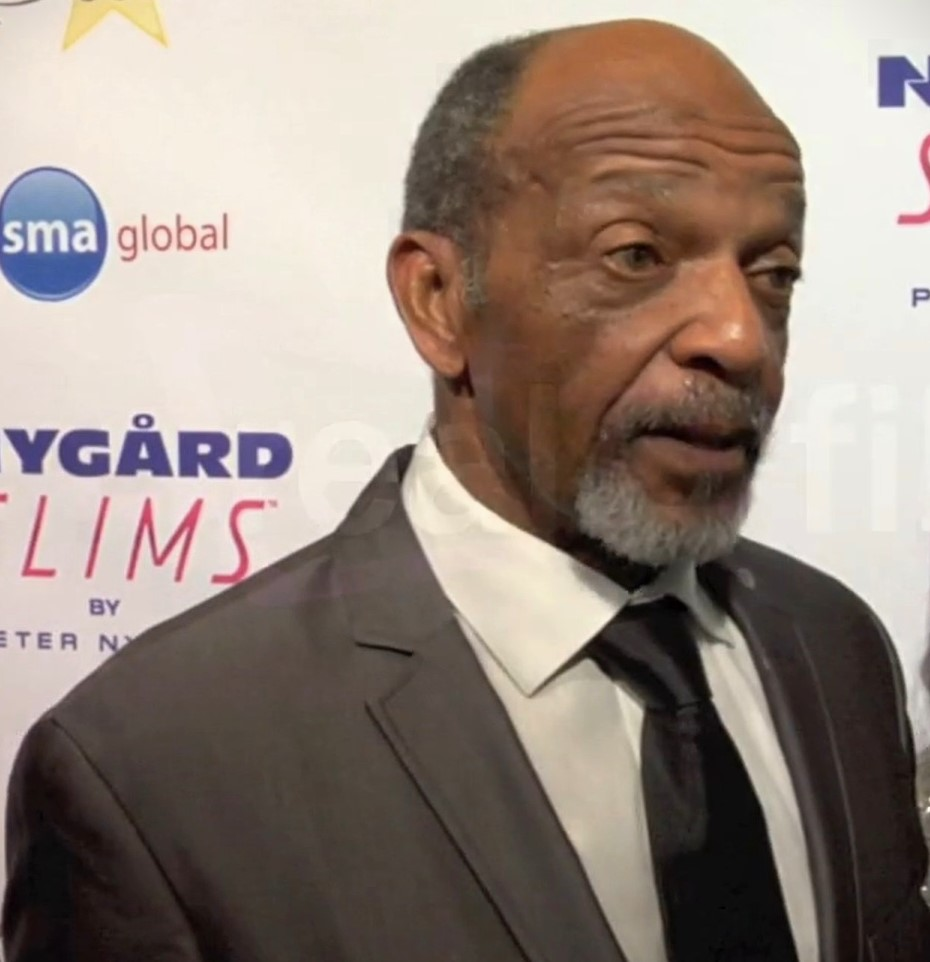

Henry Gayle Sanders (Houston, 18 agosto 1942) è un attore statunitense.

## Biografia
È noto al pubblico per aver interpretato il personaggio "Robert E." nella serie televisiva statunitense La signora del West. 
Ha avuto ruoli in moltissimi telefilm, tra cui Cold Case.

## Filmografia

### Cinema
- Fuga senza scampo (No Place to Hide), regia di Robert Allen Schnitzer (1970)
- The Devil's Garden (1973)
- The Black Godfather, regia di John Evans (1974)
- Baby Needs a New Pair of Shoes (1974)
- Independence Day (1976)
- Panama Red (1976)
- The Boss' Son (1978)
- Killer of Sheep, regia di Charles Burnett (1978)
- Circle of Power, regia di Bobby Roth (1981)
- Paese selvaggio (Hard Country), regia di David Greene (1981)
- L'esperimento (Endangered Species), regia di Alan Rudolph (1982)
- Deadly Sunday (1982)
- All'ultimo respiro (Breathless), regia di Jim McBride (1983)
- My Brother's Wedding, regia di Charles Burnett (1983)
- Weekend Pass (1984)
- Choose Me - Prendimi (Choose Me), regia di Alan Rudolph (1984)
- Heartbreakers, regia di Bobby Roth (1984)
- Badge of the Assassin, regia di Mel Damski (1985)
- The Ladies Club, regia di Janet Greek (1986)
- Accadde in paradiso (Made in Heaven), regia di Alan Rudolph (1987)
- La fine del gioco (No Man's Land), regia di Peter Werner (1987)
- Bull Durham - Un gioco a tre mani (Bull Durham), regia di Ron Shelton (1988)
- L'infiltrato (The Man Inside), regia di Bobby Roth (1990)
- La bambola assassina 3 (Child's Play 3), regia di Jack Bender (1991)
- Poliziotto in blue jeans (Kuffs), regia di Bruce A. EvansKuffs (1992)
- Carnival of Souls, regia di Adam Grossman e Ian Kessner (1998)
- Incontriamoci a Las Vegas (Play It to the Bone), regia di Ron Shelton (1999)
- Manhood, regia di Bobby Roth (2003)
- Berkeley, regia di Bobby Roth (2005)
- Rocky Balboa, regia di Sylvester Stallone (2006)
- Blues (2008)
- Ancora tu! (You Again), regia di Andy Fickman (2010)
- 42 - La vera storia di una leggenda americana (42), regia di Brian Helgeland (2013)
- Whiplash, regia di Damien Chazelle (2014)
- Crimes of the Mind (2014)
- Selma - La strada per la libertà (Selma), regia di Ava DuVernay (2014)
- Blue: The American Dream (2016)
- End of Justice - Nessuno è innocente (Roman J. Israel, Esq.), regia di Dan Gilroy (2017)
- Samaritan, regia di Julius Avery (2022)

### Televisione
- Autostop per il cielo (Highway to Heaven) - serie TV, episodio 2x17 (1986-1987)
- Rainbow Drive - film TV, regia di Bobby Roth (1990)
- La signora del West (Dr. Quinn, Medicine Woman) - serie TV (1993-1998)
- West Wing - Tutti gli uomini del Presidente (The West Wing) - serie TV, episodio 4x16 (2003)
- CSI - Scena del crimine (CSI: Crime Scene Investigation) - serie TV, 1 episodio (2010)
- The Mentalist - serie TV, 1 episodio (2011)
- American Horror Story (American Horror Story: Asylum) - serie TV, seconda stagione (2012)
- Grey's Anatomy - serie TV, 1 episodio (2013)
- American Horror Story (American Horror Story: Hotel) - serie TV, quinta stagione (2015)
- Hap and Leonard - serie TV (2016–2017)
- Queen Sugar - serie TV (2016–2018)
- 9-1-1 - serie TV (2019)

## Doppiatori italiani
Nelle versioni in italiano delle opere in cui ha recitato, Henry G. Sanders è stato doppiato da:
- Riccardo Lombardo ne La signora del West (2ª voce), Dr. Quinn - Il film
- Saverio Moriones in Eleventh Hour, CSI - Scena del crimine
- Michele Gammino in Fuga senza scampo
- Maurizio Reti in La signora in giallo
- Vittorio Stagni in Top Secret
- Sandro Sardone in Poliziotto in blue jeans
- Stefano Albertini ne La signora del West (1ª voce)
- Diego Reggente in Rocky Balboa
- Luciano De Ambrosis in Cold Case - Delitti irrisolti
- Luciano Roffi in Una donna alla Casa Bianca
- Pieraldo Ferrante in The Mentalist
- Dante Biagioni in Selma - La strada per la libertà
- Ermanno Ribaudo in End of Justice - Nessuno è innocente
- Elio Zamuto in 9-1-1 (ep. 2x11)
- Emidio La Vella in 9-1-1 (ep. 6x01-03)
- Angelo Nicotra in Shameless
- Oliviero Dinelli in Samaritan